# Duvholmen

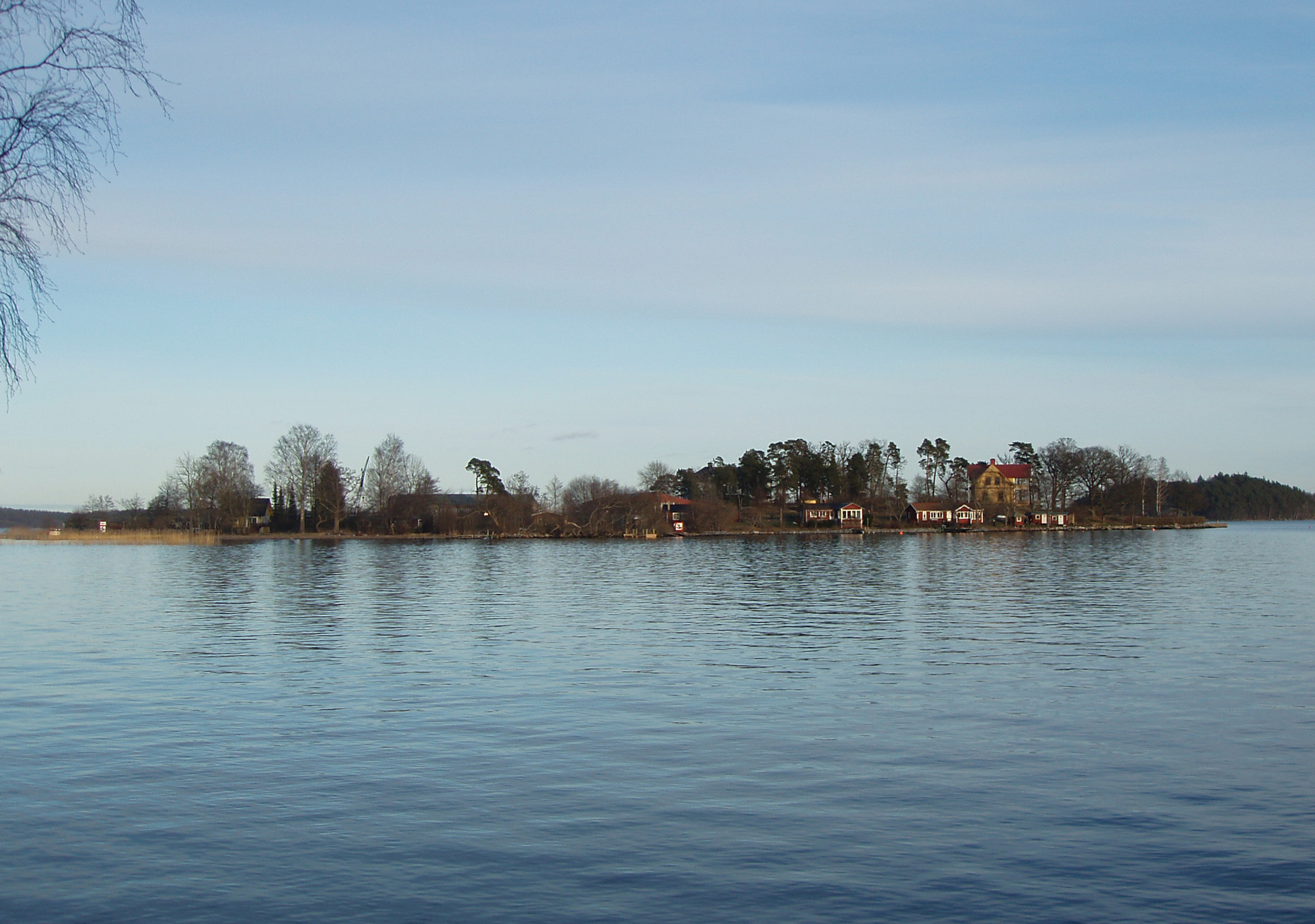
Duvholmen sedd från Elfvikslandet på Lidingö med den gula Schweizervillan på öns södra udde, uppförd av trädgårdsmästare Josef Berggren, 1890.

Duvholmen öster om Elfvikslandet på Lidingö tillhör Lidingö kommun och är enligt SCB Sveriges geografiskt minsta havsö utan landförbindelse med minst 15 permanent boende personer. Öns totala areal uppges av SCB till 3 ha. Avståndet till Lidingö är cirka 0,2 distansminuter. 

## Historia
Duvholmen, eller som det stavades på en karta från 1661, Dufweholmen, tillhörde ursprungligen Elfviks gårds mark. Ön såldes som helhet 1884 av dåvarande ägaren till Elfviks gård Jan Olof Ålander till trädgårdsmästare Josef Berggren, som 1890 byggde den stora trävillan på öns södra udde, en för tiden i Stockholms skärgård typisk "grosshandlarvilla", idag kallad Schweizervillan som blev en vanlig hustyp runt sekelskiftet 1900 när förmögna personer uppförde sina sommarresidens, där verandan, även kallad "groggveranda" intar en central plats i det sociala umgänget. Paul Toll i byggbolaget Kreuger & Toll Byggnads AB, som hade sitt sommarställe tvärs över sundet på Lidingösidan nära vattnet i tomtområdet Hagen, köpte Duvholmen 1919 men sålde den vidare 1921 till Kasper Höglund AB, ett dotterbolag till Kreuger & Toll Byggnads AB. Betongbryggan nedanför Schweizervillan och en tennisbana med betongplatta byggdes av Kreuger & Toll Byggnads AB c:a 1928 när Dir. Gustav Fredrik Hazén på Kasper Höglund AB började använda Schweizervillan som sommarbostad. Kasper Höglund AB stod som ägare till Duvholmen fram till 1946.

## Duvholmen idag
Idag är ön uppdelad i ett tiotal privattomter med både sommarboende och permanent boende. Det största företaget som har verksamhet på ön är Duvholmens Båtbygg & Varvsservice AB. Duvholmen är ansluten till kommunalt VA. Duvholmen, utan färja eller annan fast förbindelse med fastlandet med många permanentboende har en boendemiljö liknande de förhållanden som gäller på Storholmen i Stora Värtan nordost om Lidingö.